# Língua lotuko
Lotuko (Lotuxo), também chamada Otuho, é a língua do povo de mesmo nome que vive na Equatória Oriental, Sudão do Sul. É uma língua Nilótica Oriental que tem sete dialetos.

## Geografia
Os falantes do Otuho se encontram entre os Lokoro ao norte, os Bari a oeste, os Acholi e os Madi ao sul, os Didinga os Boya ao leste. Esa região se caracteriza por cadeias e esporões como o Imatong, o mais alto com cerca de 3.186 metros, o qual é o mais alto de todo o Sudão.
Essa região se divide em 5 sub-regiões: Imatong, Valley, Dongotolo, Lopit e Great Plains.

## Escrita
A língua Lotuko usa o alfabeto latino numa forma com 34 símbolos (letras, grupos consonantais, letras com diacríticos). Não se usam as letras Q, V, X, Z.